# Oro, la cité perdue
Pour les articles homonymes, voir Oro.
Pour plus de détails, voir Fiche technique et Distribution.
Oro, la cité perdue (Oro) est un film d'aventure espagnol réalisé par Agustín Díaz Yanes, sorti en 2017.
Le film met en scène une expédition de conquistadors à la recherche d'une citée perdue dans la jungle où de l'or serait présent, pendant la colonisation espagnole de l'Amérique au XVIe siècle.

## Synopsis
Amérique, fin XVIe siècle. Une expédition de 40 conquistadors est à la recherche d'Eldorado.

## Fiche technique
- Titre original : Oro
- Réalisation : Agustín Díaz Yanes
- Scénario : Agustín Díaz Yanes, d'après un texte inédit d'Arturo Pérez-Reverte
- Photographie : Paco Femenía
- Montage : José Salcedo et Marta Velasco
- Musique : Javier Limón
- Pays d'origine :  Espagne
- Langue originale : espagnol
- Dates de sortie :
  - Espagne : 10 novembre 2017
  - France : 1er août 2018 (vidéo)

## Distribution
- Raúl Arévalo (VF : Nicolas Matthys) : Martín Dávila
- José Coronado (VF : Philippe Résimont) : sergent Bastorrés
- Bárbara Lennie (VF : Delphine Moriau) : Doña Ana
- Óscar Jaenada (VF : Erwin Frunspan) : Alféres Gorriamendi
- Luis Callejo (VF : Bruno Georis ) : Pater Vargas
- Juan José Ballesta : Iturbe
- José Manuel Cervino (VF : François Mairet) : Don Gonzalo
- Diego París (VF : Alain Eloy) : Marchena
- Cristhian Esquivel (VF : Alexis Flamand) : Indio Achache
- Juan Diego (VF : Patrick Descamps) : Manuel Requena
- Juan Carlos Aduviri (VF : Karrim Barras) : Indio Mediamano
- Andrés Gertrúdix (VF : Franck Dacquin) : Licenciado Ulzama
- Anna Castillo (VF : Mélanie Dermont) : la Parda
- Antonio Dechent (VF : Martin Spinhayeur) : Barbate
- Jon Bermúdez (VF : Steve Driesen) : Pedro

Source et légende : version française (VF) d'après le carton de doublage.

## Accueil

### Accueil critique
Sur l'agrégateur américain Rotten Tomatoes, le film récolte 43 % d'opinions favorables pour 7 critiques.